# Sud Ouest
Pour les articles homonymes, voir Sud-Ouest.
 (février 2014).
Sud Ouest est un quotidien régional français, dont le siège se situe quai des Queyries dans le quartier de La Bastide à Bordeaux (Gironde). Par sa diffusion, il est le deuxième quotidien régional français avec une diffusion totale de 219 000 exemplaires, derrière Ouest-France qui diffuse 780 000 exemplaires. Il appartient au Groupe Sud Ouest (GSO). 
Principal quotidien du Sud-Ouest de la France, ses dix éditions sont diffusées dans sept départements de la région Nouvelle-Aquitaine (Charente, Charente-Maritime, Dordogne, Gironde, Landes, Lot-et-Garonne et Pyrénées-Atlantiques).

## Historique
En 1944, Jacques Lemoîne crée Sud Ouest, qui succède à La Petite Gironde, celle-ci devant être dissoute en raison des ordonnances de 1944 sur la liberté de la presse. Le numéro 1, diffusé uniquement à Bordeaux, est tiré à 76 000 exemplaires. En 1947, Sud-Ouest monte sa première campagne promotionnelle avec l'affiche La Semeuse de Paul Colin. 
Dès ses débuts, il fait face à la concurrence du quotidien régional Les Nouvelles de Bordeaux et du Sud-Ouest, présent dans la Gironde et plusieurs départements des alentours depuis 1944, avec le soutien du groupe de presse communiste de l'Union française de l'information, mais qui a cessé de paraître en 1956.
En 1948, des journalistes et photographes professionnels vont peu à peu renforcer sur place le réseau de correspondants locaux, créant ainsi les premières agences départementales. En 1949, Sud-Ouest Dimanche est lancé. Le numéro 1 est tiré à 40 000 exemplaires. L'objectif de Jacques Lemoîne : offrir aux lecteurs un journal du septième jour, mono-édition, apportant un souffle journalistique différent, davantage magazine que quotidien. Le journal a quelques difficultés à s'imposer mais y réussira : « L'édition la plus belle de la semaine a pris les citadelles une à une », se réjouit en 1964 Jacques Lemoine, alors son directeur-rédacteur en chef.
En 1956, Agen devient la première agence départementale, dont le responsable a autorité sur tous les journalistes et correspondants en poste dans sa zone d'édition.
En 1957, André Beyler prend le contrôle de La France/ La Nouvelle République de Bordeaux, où Marcel Conrath est directeur de publication.

### Années 1960
En 1962, Sud-Ouest effectue sa première expérience de décentralisation de saisie des textes à Auch, par bandes perforées. En 1963, Sud-Ouest entre dans le capital de La France-La Nouvelle République de Bordeaux et du Sud Ouest. Ce quotidien bordelais diffuse alors 110 370 exemplaires et emploie 350 personnes.
En 1966, Henri Amouroux succède à Paul Counord au poste de rédacteur en chef.
Le 27 septembre 1967, Pierre Dumas décède, reporter-journaliste à Sud-Ouest durant de nombreuses années, ancien rédacteur à La Petite Gironde.
En 1968, Jacques Lemoîne décède à son tour. Son épouse, Éliette, devient président-directeur général. Les éditions du Tarn, du Lot et des Hautes-Pyrénées sont supprimées. Dans le même temps, La Dépêche du Midi se retire des Pyrénées-Atlantiques, des Landes et de la zone ouest du Lot-et-Garonne.
En 1969, édition par édition, les secrétaires d'édition sont transférés du siège dans les départements. Le mouvement amorcé à Pau pour l'édition du Béarn s'achèvera dix ans plus tard à Angoulême pour l'édition de la Charente.

### Années 1970
Le 18 février 1972, début d'une grève de 26 jours à l'imprimerie de Sud-Ouest. En mai, le prix Albert-Londres est décerné à Jean-Claude Guillebaud, grand reporter. Ce prix international récompense le meilleur reportage ou article publié par l'ensemble de la presse française.
En 1974, après le départ d'Henri Amouroux, Jean-François Lemoîne devient directeur général de la SAPESO (Société anonyme de presse et d'édition du sud-ouest), et Francis Piganeau est nommé rédacteur en chef.
En 1975, création du « Cahier sports » du lundi.
En 1976, le prix Albert-Londres est décerné à Pierre Veilletet, grand reporter.
En 1977, les éditions Tarn-et-Garonne et Haute-Garonne sont supprimées.
En 1978, deux rotatives Wifag sont mises en production. Passage à l'offset le soir même du premier tour des élections législatives. C'est peu à peu la fin de la composition chaude et du plomb.
En 1979, Sud-Ouest Dimanche passe au format tabloïd.

### Années 1980
En 1982, Jean Ladoire est nommé rédacteur en chef. La même année, la première opération de publi-promotion est réalisée.
En 1983, les services de Publicité s'installent rue Margaux à Bordeaux. Création de « Sud-Ouest Solidarité ».
En 1984, la rubrique « Le piéton de Bordeaux » est créée. Sortie du Sud Ouest nouveau, avec un nouveau logo et sans tiret, issu d'une réforme rédactionnelle et graphique. André Abadie est nommé rédacteur en chef.
En 1985, la quadrichromie est désormais quotidiennement possible.
En 1986, constitution de la Société du groupe Sud-Ouest, société de management du groupe. Rajeunissement de la présentation de Sud Ouest Dimanche.
En 1987, un nouveau découpage en cinq éditions de la zone de la Communauté urbaine de Bordeaux (CUB).
En 1988, la caravane fait son apparition. Pendant plusieurs années, elle sillonnera les différents quartiers de Bordeaux et son agglomération.
En 1989, Sud-Ouest passe le cap des 400 000 exemplaires et devient le deuxième quotidien régional français. André Abadie est nommé au poste de Directeur Général.

### Années 1990
En 1990, le Prix Albert-Londres est décerné à Yves Harté, grand reporter à Sud-Ouest. Fin de la Di-litho : les éditions de la Dordogne sont les dernières à être tirées en offset.
En 1991, l'accord « Nouvelles Techniques » avec les syndicats SNJ et CFDT des journalistes est signé. Jean-François Lemoine, devenu président-directeur général, est blessé dans un accident de la route qui le laisse tétraplégique. Il se fera construire de 1994 à 1998 une maison adaptée à son handicap par l’architecte Rem Koolhaas, sur les hauteurs de Floirac. Sud-Ouest Dimanche diffuse le supplément TV Hebdo, édité par Hachette.
En 1992, Lancement de « Kaspa Ta Vie ».
En 1993, Pierre Jeantet est nommé directeur général de Sud-Ouest. Joël Aubert devient directeur de la rédaction.
En 1994, Sud-Ouest ferme pendant cinq jours, à la suite de la décision prise par la direction générale alors en conflit avec la FILPAC-CGT. Les quotidiens et les hebdomadaires du Groupe Sud Ouest célèbrent leurs cinquante ans cette même année. Le 29 août, publication de « l'album du futur ». Les journaux du groupe sont mis sous film plastique pour les abonnés.
En 1995, le supplément « Sport Sud Ouest » est départementalisé chaque lundi.
En 1996, la totalité de la mise en page de Sud-Ouest est désormais effectuée sur écran. Passage à deux éditions (Nord et Sud) de Sud Ouest Dimanche. Le site web du journal est créé.
En 1997, regroupement de la 22e C et D (Bordeaux Rive Gauche Sud) et création de la 21e M (Médoc). Lancement le 1er avril du supplément économique « Sud-Ouest Éco », mensuel diffusé dans la Gironde.
Le 11 octobre 1998, le supplément Fémina, réalisé en collaboration avec Hachette et vendu avec Sud-Ouest Dimanche et TV Hebdo, est lancé.
Le 22 janvier 1999, le conseil d'administration de la SAPESO décide à l'unanimité le lancement d'un nouveau centre d'impression. Le Conseil de la Communauté urbaine de Bordeaux vote à l'unanimité la cession à Sud Ouest d'un terrain sur la rive droite, quai de Brazza, où sera bâti le nouveau centre d'impression. Joël Aubert est nommé directeur général adjoint et Jean-Paul Brunel directeur de la rédaction.

### Années 2000
En 2000, Jean-Paul Brunel est nommé directeur de la rédaction, Patrick Venries est nommé rédacteur en chef de Sud-Ouest et Yves Harté rédacteur en chef de Sud-Ouest Dimanche. Le 24 février, Jean-François Lemoîne pose la première pierre du futur centre d'impression, en présence de Georges Peyronne, préfet de la région Aquitaine, Alain Juppé, député-maire de Bordeaux, Alain Rousset, président du Conseil régional d'Aquitaine et Philippe Madrelle, président du Conseil général de la Gironde. Le 30 septembre, lancement du cahier hebdomadaire de petites annonces.
En 2001, Jean-François Lemoîne décède le 15 février. Le 22 février, Pierre Jeantet devient président-directeur général de Sud-Ouest. Le 5 septembre, début de la production sur rotative située quai de Brazza. Le 22 octobre, une deuxième rotative est mise en route au nouveau Centre d'impression. Le 14 décembre, les rotatives de la rue de Cheverus fonctionnent pour la dernière fois. Le lendemain, l'ensemble de la production est désormais assuré quai de Brazza, rive droite à Bordeaux.
En 2002, renouvèlement de la formule éditoriale avec un format réduit (42 x 28,9 cm) et un graphisme modifié. L'offre de lecture se veut plus complète et variée, avec une pagination plus souple et une meilleure qualité d'impression. Le 3 juin, Sud Ouest et le groupe Sud Ouest remportent le prix du meilleur quotidien régional et le Grand prix des médias de l'année, décernés par un jury de professionnel des médias et de la communication réuni par l'hebdomadaire CB News. Pierre Jeantet et Jean-Paul Brunel reçoivent les trophées lors d'une réception à Paris. En juin 2002, Sud-Ouest offre à ses lecteurs 22 éditions quotidiennes.
En 2003, Catherine Dubourg est nommée directrice générale de Sud-Ouest.
Le 2 mai 2004, une cinquième édition de Sud Ouest Dimanche est lancée. Le 1er octobre, lancement de la 23e édition de Sud Ouest : Haute-Gironde.
En 2006, les premiers blogs de la rédaction sont créés, avec le blog du « Piéton de Bordeaux » et le blog de l'emploi. La deuxième version de l'Annuaire des associations Sud-Ouest, service gratuit pour les associations, est créé. En juin le président directeur général du groupe Pierre Jeantet est remplacé par Olivier Faguet et Jean-Claude Bonnaud.
En juin 2007, Sud Ouest lance une plateforme de blogs gratuits développée avec Wordpress MU.
Le 24 septembre 2008, la troisième version du site internet du journal est lancée. Le 14 novembre 2008, nouvelle formule éditoriale avec format encore réduit et graphisme modifié. La même année, Bruno Franceschi est nommé président du directoire de Sud-Ouest, Pierre Jeantet devient président du conseil de surveillance.

### Années 2010
En 2011, Olivier Gérolami est nommé président du directoire de GSO à la place de Pierre Jeantet et président du conseil de surveillance de Sud Ouest. Il a pour mission d'orienter le groupe vers le numérique afin de faire face à la chute de la diffusion de la version papier.
En 2012, Olivier Gérolami succède à Bruno Franceschi à la tête de Sud Ouest, qui lance Le Mag, magazine hebdomadaire sur l'art de vivre dans la région, vendu avec l'édition du samedi. Après avoir annoncé trois millions de pertes, le groupe Sud Ouest a annoncé en novembre 2012 la suppression de 180 postes, soit 18 % des effectifs du journal.
En 2013, le site web est refondu graphiquement pour la cinquième fois et intègre des offres d'abonnements digitales avec Responsive Design (adaptation aux différents supports de consultation). Sur ce dernier point, Sud Ouest est le premier site de la presse quotidienne régionale française à être conçu intégralement sur ce mode.
Début juillet 2019, le groupe Sud Ouest annonce un plan de départs volontaires portant sur 132 postes dont 18 journalistes, une décision justifiée par la direction par un besoin d'économies à l'orée du plan 2019-2023. Par ailleurs, la locale de Sud-Ouest à Angoulême serait fermée mais l'édition charentaise perdurera, le bureau de Cognac restant toujours opérationnel. Mais en 2020, Sud-Ouest possède toujours trois rédactions en Charente : Angoulême, Cognac et Barbezieux.

### Année 2020
En juillet 2023, son prix passe à 1,50 euro et la pagination du magazine du week-end est réduite de 48 à 40.
Le mardi 20 février 2024, dans le cadre de ses 80 ans, le journal présente une nouvelle version de son journal imprimé : un nouveau logo, un nouveau format et une nouvelle charte graphique.

### MagazineRaffut
En mai 2022, Sud Ouest lance un magazine trimestriel consacré au rugby : Raffut. La revue d'environ 160 pages se veut de qualité et se rapproche du format mook,. Le journaliste Fermin de la Calle reçoit le prix Varenne de la presse régionale 2024 pour son article « L’Odyssée de Titi » consacré au joueur Thierry Futeu et publié dans Raffut.

### Identité visuelle

Logos de  Sud Ouest
De septembre 1984 à novembre 2008.
De novembre 2008[17] au 20 février 2024.
Logo de Sud Ouest depuis le 20 février 2024[18].

## Ligne éditoriale
La devise du journal est : « Les faits sont sacrés, les commentaires sont libres ».
Sud-Ouest, en plus de sa propre force rédactionnelle, dispose des services de l'Agence France-Presse.

## Éditions locales
En 2024, le journal papier se décline en 10 éditions sur 7 départements, :
- Gironde
  - Bassin d'Arcachon/Médoc
  - Bordeaux Agglo
  - Libournais/Blayais
  - Sud Gironde
- Landes
- Pyrénées-Atlantiques
  - Béarn
  - Pays basque
- Lot-et-Garonne
- Dordogne
- Charente (pas d'édition)
- Charente-Maritime

## Diffusion
Diffusions totales quotidiennes moyennes de Sud Ouest et Sud Ouest Dimanche,.
| Année              | 2010    | 2011    | 2012    | 2013    | 2014    | 2015    | 2016    | 2017    | 2018    | 2019    | 2020    | 2021    |
| ------------------ | ------- | ------- | ------- | ------- | ------- | ------- | ------- | ------- | ------- | ------- | ------- | ------- |
| Sud Ouest          | 299 192 | 294 301 | 285 334 | 269 395 | 261 587 | 252 584 | 243 988 | 240 318 | 233 028 | 221 488 | 213 712 | 212 931 |
| Sud Ouest Dimanche | 273 846 | 270 293 | 257 470 | 245 558 | 244 779 | 232 597 | 224 855 | 219 998 | 215 597 | 205 197 | 202 665 | 202 641 |

## Condamnations et critiques

### Condamnations
Sud Ouest est condamné le 24 juin 2011, puis le 12 septembre 2012, à une amende de 2 000 € et un versement de 1 000 € à chacune des parties civiles (l'Association populaire d'enseignement Saint-Projet et sept enseignants du collège éponyme) pour délit de diffamation.
En 2022, le Conseil des prud’hommes de Bordeaux condamne la Sapeso, société éditrice de Sud Ouest, pour avoir employé une journaliste durant plus de sept ans en CDD et cumulant 101 contrats.

### Critiques
Saisi en 2020, le Conseil de déontologie journalistique et de médiation estime que le partenariat de communication entre la mairie de Bordeaux et le journal relève d'un manquement à la déontologie, « portant sur la nécessaire démarcation entre le travail journalistique et le travail de communication ».
Le 24 septembre 2020, le SNJ révèle le licenciement abusif de Marc Large, dessinateur pour le quotidien Sud Ouest depuis 2007, sans préavis, sans entretien préalable à licenciement, ni indemnités. Le SNJ craint que cet acte ternisse l'image du titre car une pétition de soutien au journaliste est mise en ligne par des lecteurs et abonnés. Le syndicat, dans ce même communiqué évoque les méthodes d'intimidation et contestables que subissent les journalistes pigistes. Le Club de la presse de Bordeaux donne la même information le 25 septembre 2020,[source insuffisante],,,